# Cume da Fajã do Belo

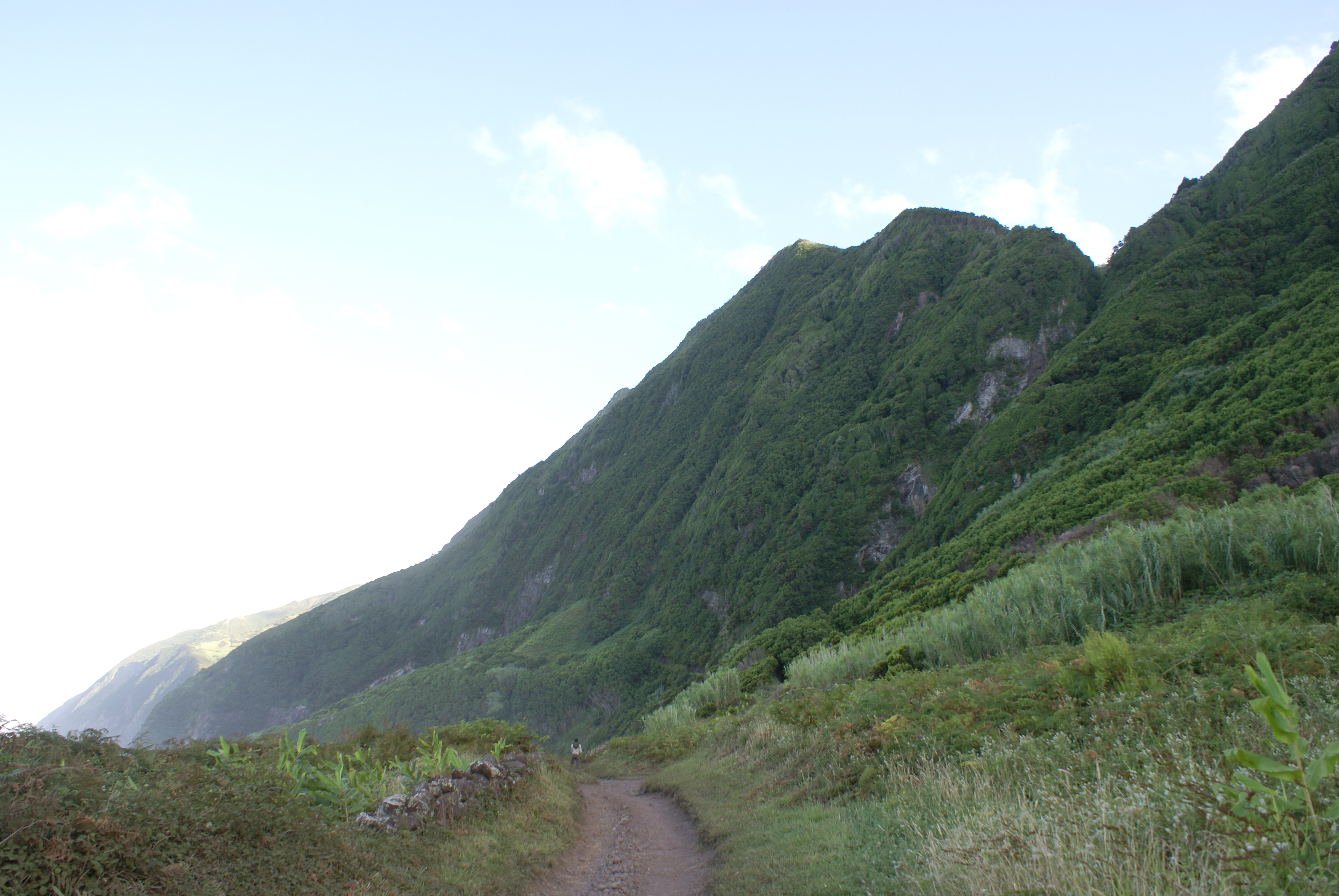
Cume da Fajã do Belo.

Cume da Fajã do Belo é uma elevação portuguesa localizada na freguesia açoriana do Norte Pequeno, concelho da Calheta, ilha de São Jorge, arquipélago dos Açores.
Este acidente geológico encontra-se geograficamente localizado próximo da Norte Pequeno e encontra-se intimamente relacionado com maciço montanhoso central da ilha de são Jorge do qual faz parte.
Junto desta formação localiza-se o Pico do Brejo do Cordeiro, e junto à costa, no fundo de uma falésia com cerca de 500 metros de altitude a Fajã do Belo, num recanto da costa entre a Fajã do Ouvidor, a Fajã dos Tijolos e a Fajã da Caldeira de Santo Cristo.
Esta formação geológica localizada a 758 metros de altitude acima do nível do mar apresenta escorrimento pluvial para a costa marítima e deve na sua formação geológica a um escorrimento lavico e piroclástico antigo.